# Dreiband-Europameisterschaft 1990

Logo CEB (ausrichtender Verband)

Veranstaltungsort: Norrköping

Die Dreiband-Europameisterschaft 1990 war das 48. Turnier in dieser Disziplin des Karambolagebillards und fand vom 15. bis 18. März 1990 in Norrköping in der schwedischen Provinz Östergötlands län statt. Es war nach 1980 die zweite Dreiband-EM in Schweden.

## Geschichte
Die Europameisterschaft wurde wieder, wie in letzten Jahren bewährt, mit 20 Teilnehmern gespielt. Der deutsche Meister Hans-Jürgen Kühl setzte sich in der Gruppe A durch und gewann als einziger alle seine Vorrunden Partien. Gegen den Titelverteidiger Lennart Blomdahl spielte Kühl seinen besten Durchschnitt mit 1,774. Blomdahl wurde nur Vierter und schied aus. In der ausgeglichenen Gruppe B setzten sich der Artistik-Weltmeister Raymond Steylaerts und überraschend der Grieche George Sakkas durch. In Gruppe C musste sich der Italiener Marco Zanetti aufgrund des schlechteren Satzverhältnisses mit Platz drei zufriedengeben. Torbjörn Blomdahl und Dick Jaspers kamen weiter. In der Gruppe D setzten sich die beiden Favoriten Paul Stroobants und Rini van Bracht durch. Im Viertelfinale kam das aus für den deutschen Meister. Stark grippegeschwächt unterlag er dem niederländischen Ex-Europameister Rini van Bracht. Bis auf Stroobants gegen Vierat waren die anderen Viertelfinalbegegnungen klare Angelegenheiten für die Favoriten. Im Halbfinale kam es ebenfalls zu klaren Siegen. Das Finale, vor vollbesetzten Tribünen und Fernseh-Liveübertragung, war an Spannung kaum zu überbieten. Blomdahl gewann den ersten Satz und Jaspers den zweiten. Den dritten Satz begann Jaspers mit einem Punkt. Aus einer sehr schwierigen Position stieß Blomdahl in der ersten Aufnahme die Partie mit 15 Punkten aus. Er war erst der zweite Spieler nach dem Japaner Nobuaki Kobayashi dem dieses bei einem internationalen Turnier gelang. Den vierten Satz gewann dann wieder Jaspers mit 15:4. Auch im fünften Satz führte Jaspers mit 11:8 in 7 Aufnahmen. Unter großem Beifall beendete Blomdahl die Partie mit einer Serie von sieben Punkten und war zum vierten Mal Dreiband-Europameister. Auch der im Finale unterlegene 24-jährige Dick Jaspers hinterließ bei seinem EM-Debüt einen sehr starken Eindruck.

## Modus
Gespielt wurde in der Vorrunde im System „Jeder gegen Jeden“ auf zwei Gewinnsätze à 15 Punkte. Die beiden Gruppenersten qualifizierten sich für das Viertelfinale. Ab dem Viertelfinale wurde auf drei Gewinnsätze à 15 Punkte gespielt. Die Verlierer der KO-Spiele spielten die Plätze drei bis acht aus.

## Gruppenphase
| MP    | Match Points (Sieger = 2; Unentschieden = 1; Verlierer = 0) |
| Pkte. | Erzielte Karambolagen                                       |
| Aufn. | Benötigte Versuche                                          |
| GD    | Generaldurchschnitt                                         |
| BED   | Bester Einzeldurchschnitt eines Spielers                    |
| HS    | Höchstserie                                                 |
|       | Bester GD des Turniers                                      |
|       | Bester ED des Turniers                                      |
|       | Beste HS des Turniers                                       |
|       | 1. Platz (Gold)                                             |
|       | 2. Platz (Silber)                                           |
|       | 3. Platz (Bronze)                                           |

| Abschlusstabelle Gruppe A  | Abschlusstabelle Gruppe A | Abschlusstabelle Gruppe A | Abschlusstabelle Gruppe A | Abschlusstabelle Gruppe A | Abschlusstabelle Gruppe A | Abschlusstabelle Gruppe A | Abschlusstabelle Gruppe A | Abschlusstabelle Gruppe A | Abschlusstabelle Gruppe A |
| Platz                      | Name                      | MP                        | SV                        | Pkte.                     | Aufn.                     | GD                        | BED                       | HS                        |                           |
| -------------------------- | ------------------------- | ------------------------- | ------------------------- | ------------------------- | ------------------------- | ------------------------- | ------------------------- | ------------------------- | ------------------------- |
| 1                          | Hans-Jürgen Kühl          | 8:0                       | 12:3                      | 207                       | 168                       | 1,232                     | 1,774                     | 8                         |                           |
| 2                          | Egidio Vierat             | 6:2                       | 10:7                      | 224                       | 217                       | 1,052                     | 1,806                     | 11                        |                           |
| 3                          | Peter Thøgersen           | 4:4                       | 8:7                       | 160                       | 154                       | 1,038                     | 1,636                     | 8                         |                           |
| 4                          | Lennart Blomdahl          | 2:6                       | 7:9                       | 200                       | 169                       | 1,183                     | 1,250                     | 9                         |                           |
| 5                          | Manuel Fradinho           | 0:8                       | 1:12                      | 129                       | 168                       | 0,767                     | –                         | 4                         |                           |
| Gruppendurchschnitt: 1,050 |                           |                           |                           |                           |                           |                           |                           |                           |                           |

| Abschlusstabelle Gruppe B  | Abschlusstabelle Gruppe B | Abschlusstabelle Gruppe B | Abschlusstabelle Gruppe B | Abschlusstabelle Gruppe B | Abschlusstabelle Gruppe B | Abschlusstabelle Gruppe B | Abschlusstabelle Gruppe B | Abschlusstabelle Gruppe B | Abschlusstabelle Gruppe B |
| Platz                      | Name                      | MP                        | SV                        | Pkte.                     | Aufn.                     | GD                        | BED                       | HS                        |                           |
| -------------------------- | ------------------------- | ------------------------- | ------------------------- | ------------------------- | ------------------------- | ------------------------- | ------------------------- | ------------------------- | ------------------------- |
| 1                          | Raymond Steylaerts        | 6:2                       | 11:6                      | 218                       | 215                       | 1,013                     | 1,135                     | 5                         |                           |
| 2                          | George Sakkas             | 6:2                       | 11:7                      | 228                       | 293                       | 0,778                     | 1,285                     | 6                         |                           |
| 3                          | Richard Bitalis           | 4:4                       | 9:7                       | 202                       | 202                       | 1,000                     | 1,285                     | 7                         |                           |
| 4                          | Christoph Pilss           | 4:4                       | 6:8                       | 156                       | 150                       | 1,040                     | 1,261                     | 7                         |                           |
| 5                          | Hisham Saad               | 0:8                       | 3:12                      | 148                       | 220                       | 0,672                     | –                         | 6                         |                           |
| Gruppendurchschnitt: 0,881 |                           |                           |                           |                           |                           |                           |                           |                           |                           |

| Abschlusstabelle Gruppe C  | Abschlusstabelle Gruppe C | Abschlusstabelle Gruppe C | Abschlusstabelle Gruppe C | Abschlusstabelle Gruppe C | Abschlusstabelle Gruppe C | Abschlusstabelle Gruppe C | Abschlusstabelle Gruppe C | Abschlusstabelle Gruppe C | Abschlusstabelle Gruppe C |
| Platz                      | Name                      | MP                        | SV                        | Pkte.                     | Aufn.                     | GD                        | BED                       | HS                        |                           |
| -------------------------- | ------------------------- | ------------------------- | ------------------------- | ------------------------- | ------------------------- | ------------------------- | ------------------------- | ------------------------- | ------------------------- |
| 1                          | Torbjörn Blomdahl         | 6:2                       | 11:4                      | 204                       | 145                       | 1,406                     | 1,786                     | 8                         |                           |
| 2                          | Dick Jaspers              | 6:2                       | 10:4                      | 186                       | 146                       | 1,273                     | 2,240                     | 13                        |                           |
| 3                          | Marco Zanetti             | 6:2                       | 10:6                      | 200                       | 150                       | 1,333                     | 1,442                     | 9                         |                           |
| 4                          | Jan Niederlander          | 2:6                       | 4:11                      | 136                       | 217                       | 0,626                     | 0,614                     | 7                         |                           |
| 5                          | Gerhard Figl              | 0:8                       | 2:12                      | 135                       | 219                       | 0,616                     | –                         | 6                         |                           |
| Gruppendurchschnitt: 0,981 |                           |                           |                           |                           |                           |                           |                           |                           |                           |

| Abschlusstabelle Gruppe D  | Abschlusstabelle Gruppe D | Abschlusstabelle Gruppe D | Abschlusstabelle Gruppe D | Abschlusstabelle Gruppe D | Abschlusstabelle Gruppe D | Abschlusstabelle Gruppe D | Abschlusstabelle Gruppe D | Abschlusstabelle Gruppe D | Abschlusstabelle Gruppe D |
| Platz                      | Name                      | MP                        | SV                        | Pkte.                     | Aufn.                     | GD                        | BED                       | HS                        |                           |
| -------------------------- | ------------------------- | ------------------------- | ------------------------- | ------------------------- | ------------------------- | ------------------------- | ------------------------- | ------------------------- | ------------------------- |
| 1                          | Paul Stroobants           | 6:2                       | 11:5                      | 211                       | 191                       | 1,104                     | 1,286                     | 8                         |                           |
| 2                          | Rini van Bracht           | 6:2                       | 11:7                      | 217                       | 208                       | 1,043                     | 1,250                     | 7                         |                           |
| 3                          | John Korte                | 4:4                       | 9:6                       | 179                       | 192                       | 0,932                     | 1,364                     | 8                         |                           |
| 4                          | Mikael Nilsson            | 2:6                       | 5:11                      | 164                       | 195                       | 0,841                     | 0,912                     | 5                         |                           |
| 5                          | José Carrillo             | 2:6                       | 4:11                      | 159                       | 188                       | 0,846                     | 1,082                     | 7                         |                           |
| Gruppendurchschnitt: 0,954 |                           |                           |                           |                           |                           |                           |                           |                           |                           |

## Endrunde
|  | Viertelfinale 3 Gewinnsätze à 15 Punkte | Viertelfinale 3 Gewinnsätze à 15 Punkte | Viertelfinale 3 Gewinnsätze à 15 Punkte | Viertelfinale 3 Gewinnsätze à 15 Punkte | Viertelfinale 3 Gewinnsätze à 15 Punkte | Viertelfinale 3 Gewinnsätze à 15 Punkte |                   |                 | Halbfinale 3 Gewinnsätze à 15 Punkte | Halbfinale 3 Gewinnsätze à 15 Punkte | Halbfinale 3 Gewinnsätze à 15 Punkte | Halbfinale 3 Gewinnsätze à 15 Punkte | Halbfinale 3 Gewinnsätze à 15 Punkte | Halbfinale 3 Gewinnsätze à 15 Punkte |    |    | Finale 3 Gewinnsätze à 15 Punkte | Finale 3 Gewinnsätze à 15 Punkte | Finale 3 Gewinnsätze à 15 Punkte | Finale 3 Gewinnsätze à 15 Punkte | Finale 3 Gewinnsätze à 15 Punkte | Finale 3 Gewinnsätze à 15 Punkte |
|  |                                         |                                         |                                         |                                         |                                         |                                         |                   |                 |                                      |                                      |                                      |                                      |                                      |                                      |    |    |                                  |                                  |                                  |                                  |                                  |                                  |
|  |                                         | MP                                      | SP                                      | GD                                      | BSD                                     | HS                                      |                   |                 |                                      |                                      |                                      |                                      |                                      |                                      |    |    |                                  |                                  |                                  |                                  |                                  |                                  |
|  |                                         | MP                                      | SP                                      | GD                                      | BSD                                     | HS                                      |                   |                 |                                      |                                      |                                      |                                      |                                      |                                      |    |    |                                  |                                  |                                  |                                  |                                  |                                  |
|  | Torbjörn Blomdahl                       | 2                                       | 3                                       | 1,551                                   | –                                       | 5                                       |                   |                 |                                      |                                      |                                      |                                      |                                      |                                      |    |    |                                  |                                  |                                  |                                  |                                  |                                  |
|  | Torbjörn Blomdahl                       | 2                                       | 3                                       | 1,551                                   | –                                       | 5                                       |                   | MP              | SP                                   | GD                                   | BSD                                  | HS                                   |                                      |                                      |    |    |                                  |                                  |                                  |                                  |                                  |                                  |
|  | George Sakkas                           | 0                                       | 0                                       | 0,821                                   | –                                       | 3                                       |                   | MP              | SP                                   | GD                                   | BSD                                  | HS                                   |                                      |                                      |    |    |                                  |                                  |                                  |                                  |                                  |                                  |
|  | George Sakkas                           | 0                                       | 0                                       | 0,821                                   | –                                       | 3                                       | Torbjörn Blomdahl | 2               | 3                                    | 1,364                                | –                                    | 6                                    |                                      |                                      |    |    |                                  |                                  |                                  |                                  |                                  |                                  |
|  |                                         | MP                                      | SP                                      | GD                                      | BSD                                     | HS                                      | Torbjörn Blomdahl | 2               | 3                                    | 1,364                                | –                                    | 6                                    |                                      |                                      |    |    |                                  |                                  |                                  |                                  |                                  |                                  |
|  |                                         | MP                                      | SP                                      | GD                                      | BSD                                     | HS                                      |                   | Rini van Bracht | 0                                    | 0                                    | 0,969                                | –                                    | 4                                    |                                      |    |    |                                  |                                  |                                  |                                  |                                  |                                  |
|  | Rini van Bracht                         | 2                                       | 3                                       | 1,184                                   | –                                       | 6                                       |                   | Rini van Bracht | 0                                    | 0                                    | 0,969                                | –                                    | 4                                    |                                      |    |    |                                  |                                  |                                  |                                  |                                  |                                  |
|  | Rini van Bracht                         | 2                                       | 3                                       | 1,184                                   | –                                       | 6                                       |                   |                 |                                      |                                      |                                      |                                      |                                      | MP                                   | SP | GD | BSD                              | HS                               |                                  |                                  |                                  |                                  |
|  | Hans-Jürgen Kühl                        | 0                                       | 0                                       | 0,864                                   | –                                       | 6                                       |                   |                 |                                      |                                      |                                      |                                      |                                      | MP                                   | SP | GD | BSD                              | HS                               |                                  |                                  |                                  |                                  |
|  | Hans-Jürgen Kühl                        | 0                                       | 0                                       | 0,864                                   | –                                       | 6                                       | Torbjörn Blomdahl | 2               | 3                                    | 1,512                                | 15,000                               | 15                                   |                                      |                                      |    |    |                                  |                                  |                                  |                                  |                                  |                                  |
|  |                                         | MP                                      | SP                                      | GD                                      | BSD                                     | HS                                      | Torbjörn Blomdahl | 2               | 3                                    | 1,512                                | 15,000                               | 15                                   |                                      |                                      |    |    |                                  |                                  |                                  |                                  |                                  |                                  |
|  |                                         | MP                                      | SP                                      | GD                                      | BSD                                     | HS                                      |                   | Dick Jaspers    | 0                                    | 2                                    | 1,410                                | –                                    | 8                                    |                                      |    |    |                                  |                                  |                                  |                                  |                                  |                                  |
|  | Egidio Vierat                           | 0                                       | 2                                       | 1,036                                   | –                                       | 7                                       |                   | Dick Jaspers    | 0                                    | 2                                    | 1,410                                | –                                    | 8                                    |                                      |    |    |                                  |                                  |                                  |                                  |                                  |                                  |
|  | Egidio Vierat                           | 0                                       | 2                                       | 1,036                                   | –                                       | 7                                       |                   | MP              | SP                                   | GD                                   | BSD                                  | HS                                   |                                      |                                      |    |    |                                  |                                  |                                  |                                  |                                  |                                  |
|  | Paul Stroobants                         | 2                                       | 3                                       | 1,148                                   | –                                       | 6                                       |                   | MP              | SP                                   | GD                                   | BSD                                  | HS                                   |                                      |                                      |    |    |                                  |                                  |                                  |                                  |                                  |                                  |
|  | Paul Stroobants                         | 2                                       | 3                                       | 1,148                                   | –                                       | 6                                       | Paul Stroobants   | 0               | 1                                    | 1,464                                | –                                    | 6                                    |                                      |                                      |    |    |                                  |                                  |                                  |                                  |                                  |                                  |
|  |                                         | MP                                      | SP                                      | GD                                      | BSD                                     | HS                                      | Paul Stroobants   | 0               | 1                                    | 1,464                                | –                                    | 6                                    |                                      |                                      |    |    |                                  |                                  |                                  |                                  |                                  |                                  |
|  |                                         | MP                                      | SP                                      | GD                                      | BSD                                     | HS                                      |                   | Dick Jaspers    | 2                                    | 3                                    | 1,724                                | –                                    | 7                                    |                                      |    |    |                                  |                                  |                                  |                                  |                                  |                                  |
|  | Raymond Steylaerts                      | 0                                       | 1                                       | 1,344                                   | –                                       | 8                                       |                   | Dick Jaspers    | 2                                    | 3                                    | 1,724                                | –                                    | 7                                    |                                      |    |    |                                  |                                  |                                  |                                  |                                  |                                  |
|  | Raymond Steylaerts                      | 0                                       | 1                                       | 1,344                                   | –                                       | 8                                       |                   |                 |                                      |                                      |                                      |                                      |                                      |                                      |    |    |                                  |                                  |                                  |                                  |                                  |                                  |
|  | Dick Jaspers                            | 2                                       | 3                                       | 1,600                                   | –                                       | 7                                       |                   |                 |                                      |                                      |                                      |                                      |                                      |                                      |    |    |                                  |                                  |                                  |                                  |                                  |                                  |
|  | Dick Jaspers                            | 2                                       | 3                                       | 1,600                                   | –                                       | 7                                       |                   |                 |                                      |                                      |                                      |                                      |                                      |                                      |    |    |                                  |                                  |                                  |                                  |                                  |                                  |

### Platzierungsspiele
| Platz            | Name               | MP  | SV  | Pkte | Aufn. | GD    | BED   | HS |
| ---------------- | ------------------ | --- | --- | ---- | ----- | ----- | ----- | -- |
| Spiel um Platz 3 |                    |     |     |      |       |       |       |    |
| 3                | Paul Stroobants    | 2:0 | 3:2 | 60   | 50    | 1,200 | 1,200 | 7  |
| 4                | Rini van Bracht    | 0:2 | 2:3 | 52   | 49    | 1,061 | –     | 5  |
| Spiel um Platz 5 |                    |     |     |      |       |       |       |    |
| 5                | Hans-Jürgen Kühl   | 2:0 | 3:2 | 67   | 73    | 0,918 | 0,918 | 6  |
| 6                | Raymond Steylaerts | 0:2 | 2:3 | 57   | 73    | 0,780 | –     | 6  |
| Spiel um Platz 7 |                    |     |     |      |       |       |       |    |
| 7                | George Sakkas      | 2:0 | 3:2 | 64   | 73    | 0,877 | 0,877 | 7  |
| 8                | Egidio Vierat      | 0:2 | 2:3 | 65   | 72    | 0,903 | –     | 9  |

## Abschlusstabelle
| Endklassement              | Endklassement      | Endklassement | Endklassement | Endklassement | Endklassement | Endklassement | Endklassement | Endklassement | Endklassement |
| Platz                      | Name               | MP            | SV            | Pkte          | Aufn.         | GD            | BED           | HS            |               |
| -------------------------- | ------------------ | ------------- | ------------- | ------------- | ------------- | ------------- | ------------- | ------------- | ------------- |
| 1                          | Torbjörn Blomdahl  | 12:2          | 20:6          | 353           | 246           | 1,434         | 1,786         | 15            |               |
| 2                          | Dick Jaspers       | 10:4          | 18:9          | 339           | 244           | 1,389         | 2,240         | 13            |               |
| 3                          | Paul Stroobants    | 10:4          | 18:12         | 374           | 323           | 1,139         | 1,285         | 8             |               |
| 4                          | Rini van Bracht    | 8:6           | 16:13         | 345           | 327           | 1,055         | 1,250         | 7             |               |
| 5                          | Hans-Jürgen Kühl   | 10:2          | 15:8          | 306           | 278           | 1,100         | 1,774         | 8             |               |
| 6                          | Raymond Steylaerts | 6:6           | 14:12         | 314           | 317           | 0,990         | 1,134         | 8             |               |
| 7                          | George Sakkas      | 8:4           | 14:12         | 315           | 394           | 0,799         | 1,285         | 7             |               |
| 8                          | Egidio Vierat      | 6:6           | 14:13         | 346           | 344           | 1,005         | 1,806         | 11            |               |
| 9                          | Marco Zanetti      | 6:2           | 10:6          | 200           | 150           | 1,333         | 1,446         | 9             |               |
| 10                         | John Korte         | 4:4           | 9:6           | 179           | 192           | 0,932         | 1,363         | 8             |               |
| 11                         | Richard Bitalis    | 4:4           | 9:7           | 202           | 202           | 1,000         | 1,285         | 7             |               |
| 12                         | Peter Thøgersen    | 4:4           | 8:7           | 160           | 154           | 1,038         | 1,636         | 8             |               |
| 13                         | Christoph Pilss    | 4:4           | 6:8           | 156           | 150           | 1,040         | 1,260         | 7             |               |
| 14                         | Lennart Blomdahl   | 2:6           | 7:9           | 200           | 169           | 1,183         | 1,250         | 9             |               |
| 15                         | Mikael Nilsson     | 2:6           | 5:11          | 164           | 195           | 0,841         | 0,911         | 5             |               |
| 16                         | Jan Niederlander   | 2:6           | 4:11          | 136           | 217           | 0,626         | 0,613         | 7             |               |
| 17                         | José Carrillo      | 2:6           | 4:11          | 159           | 188           | 0,846         | 1,081         | 7             |               |
| 18                         | Hisham Saad        | 0:8           | 3:12          | 148           | 220           | 0,672         | –             | 6             |               |
| 19                         | Gerhard Figl       | 0:8           | 2:12          | 135           | 219           | 0,616         | –             | 6             |               |
| 20                         | Manuel Fradinho    | 0:8           | 1:12          | 129           | 168           | 0,768         | –             | 4             |               |
| Turnierdurchschnitt: 0,990 |                    |               |               |               |               |               |               |               |               |